# 桑德雷
桑德雷（法語：Cindré，法語發音：[sɛ̃dʁe]）是法国阿列省的一个市镇，位于该省东部，属于维希区。

## 地理
桑德雷（46°19'36"N, 3°33'57"E）面积22.63 平方千米，位于法国奥弗涅-罗讷-阿尔卑斯大区阿列省，该省份为法国中部省份，北起涅夫勒省、西北接谢尔省，西南至克勒兹省，南至多姆山省，东南临卢瓦尔省，东临索恩-卢瓦尔省。
与桑德雷接壤的市镇（或旧市镇、城区）包括：布塞、沙夫罗什、蒙泰居勒布兰、圣热朗勒皮、塞尔维利、特雷托、特雷泽勒。

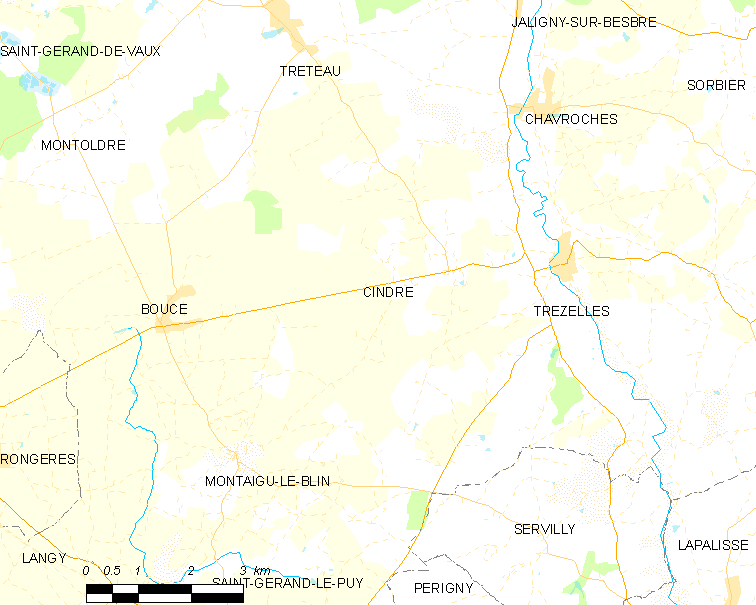
桑德雷的OSM定位图

桑德雷的时区为UTC+01:00、UTC+02:00（夏令时）。

## 行政
桑德雷的邮政编码为03220，INSEE市镇编码为03079。

## 政治
桑德雷所属的省级选区为穆兰第二县。

## 人口

1962-2008年间桑德雷人口变化图示

桑德雷于2022年1月1日时的人口数量为282人。